# 竹田まどか
竹田 まどか（たけだ まどか、1月5日 - ）は、日本の女優、声優。
古楽女声アンサンブルLex Crementieのメンバー。
桐朋学園大学短期大学部専攻科演劇専攻修了。2001年からはフリーの俳優、声優として活動を展開する。

## 出演作品

### 舞台
- 肉屋トビーのひみつの庭（劇団桃唄309）
- 風が吹いた、帰ろう（劇団桃唄309）座高円寺
- ずっと待ってる（劇団桃唄309）
- あいまい宝島（劇団桃唄309）
- 202X年、帰ろう（劇団桃唄309）
- 死すべき母の石（劇団桃唄309）
- 空を見上げる（HOTSKY）
- 荷風の庭〜花々や小鳥、風の音（朗読）於：世田谷文学館
- 桜ノ森ノ満開ノ下（THEATRE MOMENTS）
- 御母堂伝説 Waiting for GOBODOT （La Compagnie An）
- ↑杜子春↓（THEATRE MOMENTS）
- おやすみ、世界のこどもたち
- アルプスの少女ハイジ
- Oh!マイsun社員
- 辰之助の走れメロス
- ミュージカル まんが日本むかしばなし
- リーディング・フェスタ2010新人戯曲賞プレビュー・リーディング（日本劇作家協会/座・高円寺2）
- いわき芸術文化交流館アリオス ドラマリーディングワークショップ（2009-2012）

### 映画
- テルマエ・ロマエ（2012年）

### アニメ
- リロ・アンド・スティッチ（エンジェル）
- リロイ・アンド・スティッチ（エンジェル）
- スティッチ!（エンジェル）
- スティッチ! 〜いたずらエイリアンの大冒険〜（エンジェル）
- スティッチ! 〜ずっと最高のトモダチ〜（エンジェル）
- スティッチと砂の惑星（エンジェル）
- スティッチ!パーフェクト・メモリー（エンジェル）
- アドベンチャー・タイム （キャニオン）

### 吹き替え
太字は主役

#### 映画（吹き替え）
- あなたの初恋探します（ソ・ジウ〈イム・スジョン〉）
- アラビアン・ナイト 千一夜物語（竪琴）
- ヴァン・ダム IN コヨーテ（ドッティー）
- カンフー・プリンセス・ウェンディー・ウー（ジェシカ）
- 狐怪談（キム・ソヒ〈パク・ハンビョル〉）
- 疑惑の幻影（シェリル）
- 禁断の関係〜愛と憎しみのブーケ〜（プルー・ソレンソン〈イモージェン・プーツ〉）
- グエムル-漢江の怪物-（パク・ナムジュ〈ペ・ドゥナ〉）
- クリミナル・サイト 〜運命の暗殺者〜（ケイト・フレージャー〈ケリー・マクドナルド〉）
- サンダーストーン 未来を救え!（アルーシュカ〈メレオニ・ヴキ〉）
- ジェーン・エア（ジェーン・エア〈ミア・ワシコウスカ〉）
- ジェット!!（エンジェル〈ダニア・ラミレス〉）
- ジョージアの日記/ゆーうつでキラキラな毎日（ジャス〈エレノア・トムリンソン〉）
- スズメバチ（ナディア）※テレビ東京版
- ステルス（ベティ）
- セクレタリアト/奇跡のサラブレッド（ケイト・トゥイーディ〈AJ・ミシェルカ〉）
- それでも夜は明ける（パッツィー〈ルピタ・ニョンゴ〉）
- チアーズ!（ホイットニー〈ニコール・ビルダーバック〉）
- チアーズ3（アンバー〈シンディ・チュー〉）
- チアガール VS テキサスコップ（ヘザー〈ヴァネッサ・フェルリト〉）
- 翼をください（モニカ）
- デイライト（ラトーニャ）※テレビ版
- ネバー・サレンダー 肉弾無双（リリー〈アシュリー・ベル〉）
- ハイジャック・ゲーム（グレッチェン・ブレア〈デニス・リチャーズ〉）
- パニック・ルーム（サラ・アルトマン〈クリステン・スチュワート〉）※ソフト版
- ビバリーヒルズ・チワワ2（レイチェル）
- フライトナイト/恐怖の夜（エイミー・ペンターソン〈イモージェン・プーツ〉）
- ボイス（ミン・チャヨン）
- ほぼトワイライト（ベッカ〈ジェン・プロスク〉）
- マチェーテ（エイプリル〈リンジー・ローハン〉）
- ロストボーイ ニューブラッド特別版（ニコール〈オータム・リーザー〉）
- ワイルドシングス（ケリー〈デニス・リチャーズ〉）※テレビ朝日版
- ワンドゥギ（ホジョン）

#### ドラマ
- アニマル・レスキュー・キッズ（セリーナ）
- エレメンタリー3 ホームズ&ワトソン in NY
- 風の国（イジ〈キム・ジョンファ〉）
- 騎馬警官（モーガン）
- 騎馬警官2（モーガン）
- クリミナル・マインド FBI行動分析課
  - シーズン1 #16（イングリッド）
  - シーズン6（アシュレイ・シーヴァー〈レイチェル・ニコルズ〉）
- 刑事ヴァランダー 白夜の戦慄（リンダ・ヴァランダー〈ジーニー・スパーク〉）
- サンクチュアリ（クララ・グリフィン）
- シェルビーの事件ファイル（シェルビー・ウー〈アイリーン・ウー〉）
- シカゴ・メッド（サム・ザネッティ〈ジュリー・バーマン〉）
- スーパーナチュラル シーズン3（ベラ・タルボット〈ローレン・コーハン〉）
- スキャンダル2 託された秘密（メイベル）
- チャームド6 魔女3姉妹（ロビン）
- テラノバ/Terra Nova（スカイ〈アリソン・ミラー〉）
- ナイトシフト3 真夜中の救命医（ジェシカ・サンダース〈アナリン・マッコード〉）
- ハーパーズ・アイランド 惨劇の島（トリッシュ・ウェリントン〈ケイティ・キャシディ〉）
- HAWAII FIVE-0
  - シーズン1（スーザン〈ヴァネッサ・ミニーロ〉）
  - シーズン2（カーラ）
  - シーズン3 #16（マギー・ホアピリ〈サマー・グロー〉）
  - シーズン4（リンダ・デヴィース）
- プリズン・ブレイク（ソフィア・ルーゴ〈ダナイ・ガルシア〉）
- 弁護士イーライのふしぎな日常（マギー・デッカー〈ジュリー・ゴンザロ〉）
- ボーイ・ミーツ・ワールド（ローレン）
- ライ・トゥ・ミー 嘘は真実を語る（フィービー）
- ローズマリーの赤ちゃん〜パリの悪夢〜（ローズマリー・ウッドハウス〈ゾーイ・サルダナ〉）
- LOST シーズン3 #22（ルース）

#### アニメ
- 王様と私（タプティム）
- スパイダーマン 新アニメシリーズ（アリソン・トミタ / ロクサーヌ・ゲインズ）

### その他
- アフリカン・レストラン ぱちか村Open4周年記念イベント
- サロンコンサート「みんなのうた」
- 東京オペラシティ近江楽堂ランチコンサート